# Муравьиный Камень
Муравьиный Камень — горный хребет в России, расположенный в Пермском крае, находится на территории Вишерского заповедника.

## Географическое положение
Хребет Муравьиный камень расположен на Северном Урале, в Пермском крае, на левом берегу реки Вишера, на водоразделе реки Малая Мойва (Молебная) и реки Ниолс (бассейна реки Вишера), между горой Мунинтумп к северу и горой Ишерим к югу. На востоке хребет соединён с хребтом Молебный Камень, а на западе с хребтом Ляписалинёл. Длина хребта 22 километров. Хребет расположен на территории Вишерского заповедника. На юго-западном склоне находится исток реки Рыбная (приток реки Мойва), на северо-западной склоне — исток реки Муравей (приток реки Вишера), на северо-восточном склоне — исток реки Малый Ниолс (приток реки Ниолс), на юго-восточном склоне — исток реки Малая Мойва (приток реки Мойва).

## Главные вершины
Высшая точка — гора Хусойк (1350 метров).

## Описание
Зона леса (до 700 метров) хребет покрыт пихтово-еловым лесом с кедром, выше — редколесье, березовое криволесье, горная тундра, альпийские луга, каменные россыпи, скалы-останцы. На западном склоне хребта есть карстовые воронки и следы карового и карово-долинного оледенения.

## Топоним
С мансийского языка Хусь-Ойка — означает старик-слуга, а слово со сходным значением хосуй — муравей.